# 達爾維克

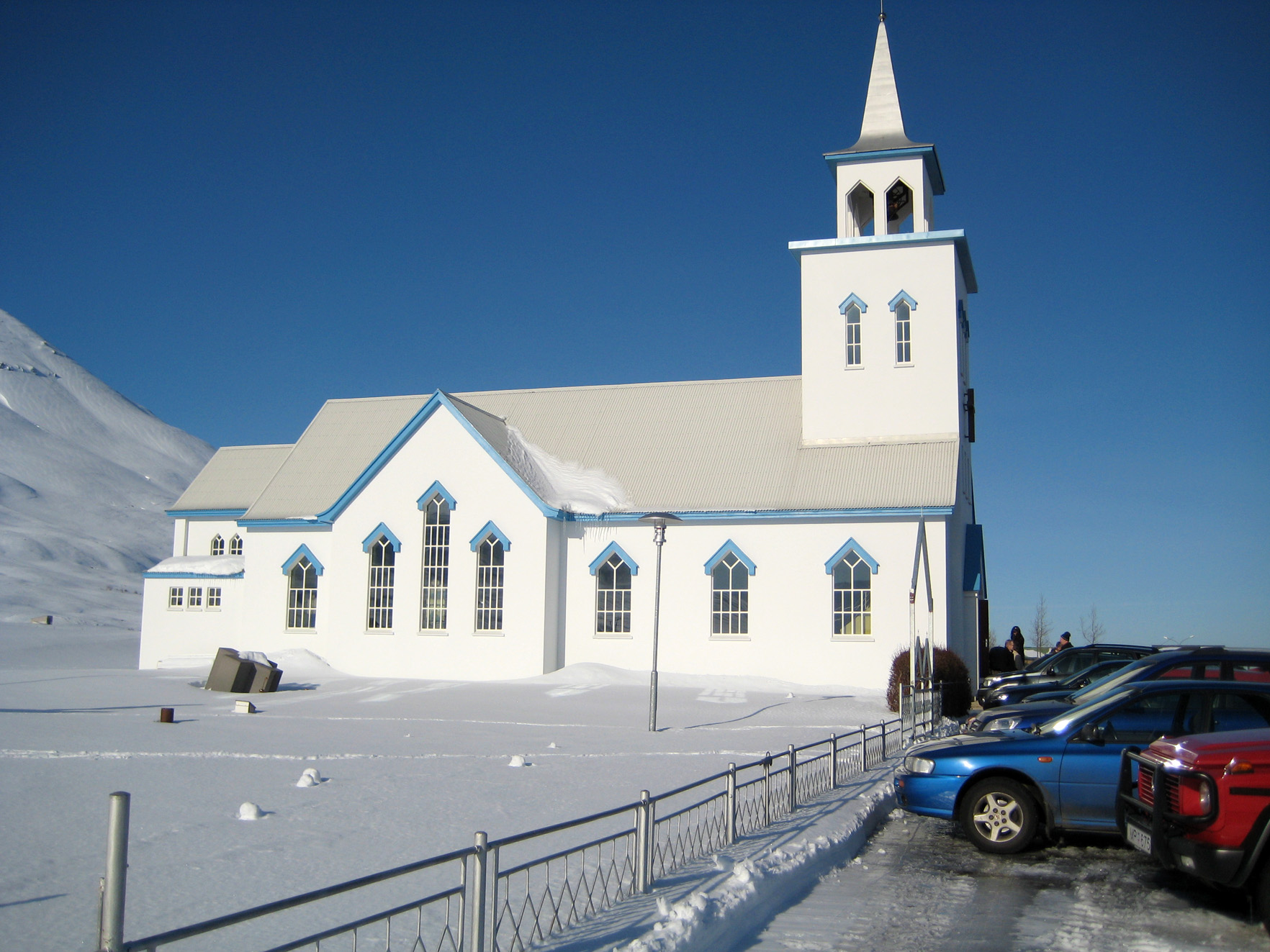
達爾維克教堂

達爾維克是冰島東北區达尔维屈比格兹市镇内的城鎮，位於該國北部，主要經濟活動有漁業和魚品加工業，1934年6月2日在埃亞峽灣發生的地震造成當地200名居民無家可歸，2023年人口11,404。

## 外部連結
- 达尔维库比格兹市镇官方网站 （页面存档备份，存于） （冰岛语）

65°58′N 18°32′W / 65.967°N 18.533°W